# Jedidja
Jedidja is een Hebreeuwse naam, die "Lieveling van de HEER" betekent. In de Bijbel kreeg Salomo, de zoon van koning David en Bathseba, als kind deze naam van God bij monde van de profeet Nathan.

## Afgeleide Naam
Jed
Yedijah
Yed
Yedi

## Naamdragers
- Jedediah Smith
- Jed Allan
- Jed Steer
- Jed Graef